# George Lott
George Martin Lott junior (* 16. Oktober 1906 in Springfield, Illinois; † 2. Dezember 1991 in Chicago, Illinois) war ein US-amerikanischer Tennisspieler.

## Biographie
Lott gewann in seiner aktiven Laufbahn fünfmal die amerikanischen (1928–1930, 1933, 1934) und einmal die französischen Meisterschaften (1931) sowie zwei Titel in Wimbledon (1931, 1934) im Herrendoppel. Dazu kommen drei Titel bei den amerikanischen Meisterschaften (1929, 1931, 1934) und ein Titel in Wimbledon (1931) im Mixed.
Er spielte 22 Spiele für das US-amerikanische Davis-Cup-Team und konnte 18 Matches für sich entscheiden. 1964 erfolgte die Aufnahme in die International Tennis Hall of Fame.